# Conversió d'estàndards de televisió
La conversió d'estàndards de televisió és el procés de canviar un tipus de sistema de televisió a un altre. El més comú és des de NTSC a PAL o al revés. Es fa així que els programes de televisió d'una nació es puguin veure en un país amb un estàndard diferent. El vídeo s'alimenta mitjançant un convertidor d'estàndards de vídeo que canvia el vídeo a un sistema de vídeo diferent.
La conversió entre diferents números de línies i velocitats de fotogrames diferents en imatges de vídeo és un problema tècnic complex. Tanmateix, l'intercanvi internacional de programacions de televisió fa necessària la conversió d'estàndards i, en molts casos, obligatòria.
Les cadenes de televisió van ser les primeres empreses que van realitzar conversions. Per a això van començar utilitzant el mètode de monitor en orticón, com Irlanda, que ho va usar per convertir el servei de 625 línies al servei de 405 línies. Aquests primers equips eren de mala qualitat i exigien una permanent atenció per part dels equips tècnics de les emissores que es veien obligats a ajustar manualment la  brillantor i el contrast de la imatge electrònica, molt poc tolerants a condicions extremes de lluminositat.
Els sistemes PAL i SECAM treballen en entrellaçat a 50 FPS i 625 línies (25 imatges per segon), per convertir entre aquests dos sistemes no hi ha problema, és una qüestió de circuits codificadors. En canvi el sistema NTSC, treballa en entrellaçat a 60 FPS i 525 línies, (30 imatges per segon), la conversió a sistemes europeus obliga a efectuar una sèrie de processos força complexos. Per realitzar la conversió de PAL o SECAM a NTSC, el framerate es redueix de 25 a 23.976 fotogrames per segon (una desacceleració d'aproximadament el 4%) per aplicar posteriorment el sistema anomenat pulldown 2:3. Per al procés contrari (de NTSC a PAL o SECAM) es fa servir el  pulldown  3:2 per adaptar la velocitat de 30 ips a 25 ips (60 FPS). (Vegeu l'article telecine)

## Conversió del Frame-rate
Hi ha una gran diferència en la velocitat de fotogrames entre la pel·lícula, que és de 24,0 fotogrames per segon, i l'estàndard NTSC, que es basa en aproximadament 29,97 (10 MHz × 63/88/455/525) fotogrames per segon. A les regions que utilitzen estàndards de televisió i vídeo de 25 CV, es pot superar aquesta diferència augmentant la velocitat .
Per als estàndards de 30 fps, s'utilitza un procés anomenat " 3:2 pulldown ". Un fotograma de pel·lícula es transmet per tres camps de vídeo (durada d'1 fotogrames de vídeo) i el següent fotograma es transmet per a dos camps de vídeo (durada d'un fotograma de vídeo). Així, dos fotogrames de pel·lícula es transmeten en cinc camps de vídeo, per a una mitjana de 2½ camps de vídeo per fotograma. La velocitat de fotograma mitjana és, doncs, de 60 ÷ 2,5 = 24 fotogrames per segon, de manera que la velocitat mitjana de la pel·lícula és nominalment exactament el que hauria de ser. (En realitat, al llarg d'una hora de temps real, es mostren 215.827,2 camps de vídeo, que representen 86.330,88 fotogrames de pel·lícula, mentre que en una hora de projecció de pel·lícules de 24 fps veritables, es mostren exactament 86.400 fotogrames:així, NTSC 29,97-fps. la transmissió de pel·lícules de 24 fps es produeix en el 99,92% de la velocitat normal de la pel·lícula.) L'enquadrament en la reproducció pot mostrar un fotograma amb camps de dos fotogrames diferents, de manera que qualsevol diferència entre els fotogrames apareixerà en forma ràpida. parpelleig endavant També es pot notar un picoteig/"tartamudeig" durant càmeres de càmera lenta (telecine judder).
Per evitar fer posteriorment el pulldown de 2:3, la pel·lícula rodada específicament per a la televisió NTSC sovint es filma a 30 FPS. Per mostrar material de 25 fps (com ara sèries de televisió europees i algunes pel·lícules europees) en equips NTSC, cada cinquè fotograma es duplica i el flux resultant s'entrellaça.
La pel·lícula rodada per a la televisió NTSC a 24 fotogrames per segon ha estat tradicionalment accelerada en 1/24 (fins al 104.17% de la velocitat normal) per a la transmissió en regions que utilitzen estàndards de televisió de 25 fps. Aquest augment de la velocitat de la imatge ha estat tradicionalment acompanyat d'un augment similar del to i del ritme de l'àudio. Més recentment, s'ha utilitzat la combinació de fotogrames per convertir vídeo de 24 FPS a 25 FPS sense alterar la seva velocitat.
La pel·lícula rodada per a televisió en regions que utilitzen estàndards de televisió de 25 fps es pot manejar de qualsevol de les dues maneres:
- La pel·lícula es pot rodar a 24 fotogrames per segon. En aquest cas, quan es transmet a la seva regió natal, la pel·lícula es pot accelerar a 25 fps segons la tècnica analògica descrita anteriorment, o mantenir-la a 24 fps mitjançant la tècnica digital descrita anteriorment. Quan la mateixa pel·lícula es transmet a les regions que utilitzen un estàndard de televisió nominal de 30 fps, el framerate es redueix de 25 a 23.976 fotogrames per segon (una desacceleració d'aproximadament el 4%) per aplicar posteriorment el sistema anomenat pulldown 2:3
- La pel·lícula es pot rodar a 25 fotogrames per segon. En aquest cas, quan es transmet a la seva regió natal, la pel·lícula es mostra a la seva velocitat normal, sense cap alteració de la banda sonora que l'acompanya. Quan es mostra la mateixa pel·lícula en regions que utilitzen un estàndard de televisió nominal de 30 fps, el framerate es redueix de 25 a 23.976 fotogrames per segon (una desacceleració d'aproximadament el 4%) per aplicar posteriorment el sistema anomenat pulldown 2:3.

Com que ambdues velocitats de cinema s'han utilitzat en regions de 25 CV, els espectadors poden confondre sobre la veritable velocitat del vídeo i l'àudio i el to de veus, efectes de so i actuacions musicals en pel·lícules de televisió d'aquestes regions. Per exemple, poden preguntar-se si la sèrie de pel·lícules de televisió de Sherlock Holmes, de Jeremy Brett, realitzada a la dècada de 1980 i principis de la dècada de 1990, es va disparar a 24 cps i després es va transmetre a una velocitat artificialment ràpida a les regions de 25 quilòmetres, o si es va disparar a 25 fps de forma nativa i després es va retardar a 24 fps per a l'exposició NTSC.
Aquestes discrepàncies existeixen no només en les emissions de televisió a través de l'aire i per cable, sinó també en el mercat de vídeo casolà, tant en cinta com en disc, inclosos discos làser i DVD .
A la televisió digital i el vídeo, que substitueixen els seus predecessors analògics, els estàndards únics que poden acollir una gamma més àmplia de tarifes de fotogrames encara mostren els límits dels estàndards regionals analògics. La versió inicial de l'estàndard ATSC, per exemple, permetia taxes de fotogrames de 23,976, 24, 29,97, 30, 59,94 i 60 fotogrames per segon, però no 25 i 50. ATSC modern permet 25 i 50 FPS.

## Història
El primer cas conegut de conversió de sistemes de televisió va ser a Europa uns anys després de la Segona Guerra Mundial, principalment amb la RTF (França) i la BBC (Regne Unit) que intentaven intercanviar la seva programació de línies 441 i 405 .
El problema va empitjorar amb la introducció de PAL, SECAM (ambdues 625 línies) i el servei de línia 819 francès.
Fins a la dècada de 1980, la conversió dels estàndards era tan difícil que el film de 24 fotogrames de 16 mm o 35 mm era el mitjà preferit per a l'intercanvi de programació.
Potser la conversió més difícil des del punt de vista tècnic és la de PAL a NTSC.
- PAL té 625 línies en 50 camps/s
- NTSC és de 525 línies en 59.94 camps/s (60.000/1.001 camps/s)

Els dos estàndards de televisió són incompatibles amb tots els propòsits, temporalment i espacialment entre ells. A banda que el recompte de línies sigui diferent, converteix un format que requereixi 60 camps cada segon a partir d'un format que només tingui 50 camps. Cada segon, s'han de generar deu camps addicionals:el convertidor ha de crear fotogrames nous (a partir de l'entrada existent) en temps real.

## Senyals ocults:no sempre transferits
La TV conté molts senyals ocults. Un senyal de tipus que no es transfereix, excepte en alguns convertidors molt cars, és el senyal de subtítols tancat. No cal transferir els senyals del teletext, però el flux de dades del títol hauria de ser si és tecnològicament possible fer-ho.
Amb la difusió de televisió d'alta definició, aquest tema és menys important, en la seva majoria, només suposar passar el registre de dades del subtítol al nou material d'origen. No obstant això, DVB i ATSC tenen diferents tipus de registre de dades de subtítols.

## Paper de la teoria de la informació
La teoria de la informació i el teorema de mostreig de Nyquist-Shannon impliquen que la conversió d'un estàndard de televisió a un altre serà més fàcil proporcionant:
- es passa d'un framerate superior a un framerate inferior (NTSC a PAL o SECAM, per exemple)
- es passa d'una resolució més alta a una resolució més baixa (HDTV a NTSC)
- es converteix d'una font progressiva a una altra de forma progressiva (els entrellaçats PAL i NTSC són incompatibles temporalment i espacialment entre ells)
- El moviment interframe és limitat, de manera que es redueix el judder temporal o espacial
- Les relacions de senyal i soroll del material d'origen no són perjudicialment elevades
- el material d'origen no posseeix cap defecte de senyal continu (o periòdic) que inhibeixi la traducció

### Sistemes de mostratge i proporcions
El submostreig en un sistema de vídeo s'expressa generalment en una relació de tres parts. Els tres termes de la relació són:el nombre de mostres de brillantor ("lluminància" "luma" o Y), seguit del nombre de mostres dels dos components de color ("croma"):U/Cb i V/Cr, per cada àrea de mostra completa.
Per a la comparació de la qualitat, només la relació entre aquests valors és important, per la qual cosa es pot anomenar fàcilment 4:4:4 1:1:1; tanmateix, tradicionalment el valor per a la brillantor és sempre 4, amb la resta de valors escalats en conseqüència.
Els principis de mostreig anteriors s'apliquen a la televisió digital i analògica.
El procés de conversió "3:2" a la pel·lícula a la televisió (telecine) de 24 fotogrames crea un lleuger error en el senyal de vídeo en comparació amb els fotogrames originals de la pel·lícula. Aquesta és una de les raons per les quals les pel·lícules NTSC que es visualitzen en equipaments domèstics típics poden no semblar tan suaus com quan es visualitzen en un cinema. El fenomen és particularment aparent durant moviments de càmeres lents i constants que semblen lleugerament embussats quan es telecinuen. Aquest procés es coneix comunament com judder.
Material PAL en el qual s'ha aplicat el pulldown 2:2:2:2:2:2:2:2:2:2:2:3, pateix una manca de suavitat similar, tot i que aquest efecte no s'anomena habitualment "judder".
En efecte, cada 12è fotograma de pel·lícula es mostra durant una durada de 3 camps PAL (60 mil·lisegons), mentre que els altres 11 fotogrames es mostren durant una durada de 2 camps PAL (40 mil·lisegons). Això provoca un lleuger "embús" al vídeo aproximadament dues vegades per segon.
Els convertidors de sistemes de televisió han d'evitar crear efectes de control de telecine durant el procés de conversió. Evitar aquest judder és d'importància econòmica, ja que una quantitat substancial de material de resolució NTSC (60 Hz, tècnicament 29,97 fotogrames/es) originat pel film:tindrà aquest problema quan es converteixi en PAL o SECAM (ambdós 50 Hz, 25 fotogrames/es) .

## Tècniques històriques de conversió d'estàndards
Irlanda va usar el mètode monitor filmat amb orticó, per convertir el servei de 625 línies en servei de 405 línies. És potser la tècnica bàsica de conversió estàndard de televisió. RTÉ va utilitzar aquest mètode durant els últims anys d'ús del sistema de 405 línies.

Al principi es va utilitzar un convertidor d'estàndards per proporcionar el servei de línia 405, però a l'avariar-se el convertidor el servei va ser proporcionat per una càmera de 405 línies que apuntava a un monitor. Aquesta no és la millor tècnica de conversió, però pot funcionar si es passa d'una resolució més gran a una més baixa, al mateix ritme de fotogrames. Es necessita un fòsfor prou lent tant al monitor com a l'orticó.
Els primers convertidors d'estàndards de vídeo eren analògics. És a dir, una càmera de vídeo professional especial que utilitzés un tub de càmera de vídeo estaria apuntada a un monitor de vídeo de tubs de raigs catòdics. Tant la càmera com el monitor es podrien canviar a NTSC o PAL, per convertir les dues maneres. La divisió Fernseh de Robert Bosch GmbH va convertir un gran convertidor d'estàndards de vídeo analògic de tres rack. Aquests eren els convertidors de gamma alta dels anys seixanta i setanta. Image Transform a Universal City, Califòrnia, va utilitzar el convertidor Fernseh i, a la dècada de 1980, va fer el seu propi convertidor digital personalitzat. Aquest també era un dispositiu més gran de tres cremalleres. A mesura que la mida de la memòria digital es va fer més gran en paquets més petits, els convertidors es van convertir en la mida d'un forn de microones. Avui es pot comprar un convertidor de consums molt reduït per a ús domèstic.

### SSTV a PAL i NTSC
Les missions de la lluna Apollo (finals dels anys seixanta, principis dels anys 70) utilitzaven la televisió de càlcul lent (SSTV) en contraposició a la televisió de l'amplada de banda normal; això es va fer principalment per estalviar energia de la bateria (i amplada de banda de transmissió, ja que el vídeo SSTV de les missions Apollo es va multiplicar amb totes les altres comunicacions de veu i telemetria de la nau espacial). La càmera utilitzava només 7 watts de potència.
SSTV es va utilitzar per transmetre imatges des de l'interior Apollo 7, Apollo 8 i Apollo 9, així com la televisió del mòdul lunar Apollo 11 des de la Lluna ; veure càmera de televisió Apollo .
- El sistema utilitzat en SSTV NASA missions Apol·lo primers 's transfereix 10 fotogrames per segon amb una resolució de 320 línies del marc utilitzant menys ample de banda que una transmissió de televisió normal.
- Els primers sistemes SSTV utilitzats per la NASA difereixen significativament dels sistemes SSTV que actualment fan servir els aficionats a la ràdio aficionats.
- La conversió d'estàndards era necessària perquè les missions poguessin ser vistes per un públic mundial tant en PAL/SECAM (625 línies, 50 Hz) i NTSC (525 línies, 60 Hz) resolucions.

Les missions posteriors d'Apollo van presentar càmeres seqüencials de camp de color que emeten vídeo de 60 fotogrames/s. Cada fotograma corresponia a un dels colors primaris RGB. Aquest mètode és compatible amb el NTSC en blanc i negre, però és incompatible amb el color NTSC. De fet, fins i tot la compatibilitat amb TV monocroma NTSC és marginal. Un conjunt monocromo podria haver reproduït les imatges, però les imatges haurien parpellejat terriblement. El vídeo en color de la càmera només tenia deu marc/s. També, el canvi Doppler en el senyal lunar hauria provocat que les imatges esquincessin i esclatessin. Per aquestes raons, les imatges de la lluna d'Apollo requerien tècniques especials de conversió.
Els passos de conversió van ser completament electromecànics i es van dur a terme gairebé a temps real. En primer lloc, l'estació de downlink va corregir les imatges del canvi Doppler. A continuació, en una gravadora de disc analògica, l'estació enllaç descendent va gravar i reproduir sis camps de vídeo sis vegades. En el gravador de sis pistes, la gravació i la reproducció van tenir lloc simultàniament. Després de la gravadora, els processadors de vídeo analògics van afegir els components que faltaven del senyal de color NTSC:Aquests components van incloure: 
- Burs de color de 3,58 MHz
- El senyal monocrom d'alta resolució
- El soroll
- Els senyals de color I i Q

El retard de conversió només va durar uns 10 segons. A continuació, les imatges en color de la lluna van deixar l'estació enllaç descendent per a la seva distribució mundial.

## Mètodes de conversió de normes en ús comú

### Submostreig de Nyquist
Aquesta tècnica de conversió pot esdevenir popular entre els fabricants de televisors HDTV -> NTSC i HDTV -> PAL convertidors per a la conversió global en curs a HDTV.
- El subamplexe múltiple de Nyquist va ser utilitzat pel sistema de televisió difusa MUSE HDTV que es va utilitzar al Japó.
- Existeixen xips MUSE que es poden utilitzar per a la conversió de sistemes, o es poden revisar per a les necessitats de HDTV -> Quadres de conversors analògics de TV.

#### Com funciona
En una configuració típica de transmissió d'imatges, totes les imatges estacionàries es transmeten a resolució completa. Les imatges en moviment tenen una resolució més baixa visualment, basada en la complexitat del contingut de les imatges interframe.
Quan es fa servir el subamplasament Nyquist com a tècnica de conversió d'estàndards, es redueix la resolució horitzontal i vertical del material:aquest és un mètode excel·lent per convertir HDTV a televisió de definició estàndard, però funciona molt malament.
- A mesura que el contingut horitzontal i vertical canvia de fotograma a fotograma, les imatges en moviment seran borroses (de manera similar a l'ús de 16 pel·lícula de pel·lícula mm per a projecció HDTV).
- De fet, les paelles de càmera senceres comportarien una pèrdua del 50% de la resolució horitzontal.

El mètode de sub-mostreig Nyquist de conversió de sistemes només funciona per televisió HDTV a Televisió de Definició Estàndard, de manera que com a tecnologia de conversió d'estàndards té un ús molt limitat. La correlació de fase normalment es prefereix per a la televisió d'alta definició a la conversió de definició estàndard.

### Conversió fotogràfica
Hi ha una gran diferència en la velocitat de fotogrames entre la pel·lícula (24,0 fotogrames per segon) i la NTSC (aproximadament 29,97 fotogrames per segon). A diferència dels dos formats de vídeo més comuns, PAL i SECAM, aquesta diferència no es pot superar amb una simple acceleració, perquè la velocitat necessària del 25% es notaria clarament.
Per convertir 24 fotogrames de fotogrames/quadres a 29,97 fotogrames/s (presentats com a 59,94 camps entrellaçats per segon) NTSC, s'utilitza un procés complex anomenat " Pulldow 3:2 ", en el qual es duplica qualsevol altre marc de pel·lícula a través d'un camp addicional entrellaçat per aconseguir un framerate de 23.976 (l'audio es redueix de manera imperceptible des de les 24 fotogrames/fonts que coincideixen). Això produeix irregularitats en la seqüència d'imatges que algunes persones poden percebre com una tartamudesa durant paelles lentes i constants de la càmera en el material d'origen. Vegeu telecine per obtenir més detalls.
Per veure material PAL o SECAM autòcton (com ara sèries de televisió europees i algunes pel·lícules europees) en equips NTSC, s'ha de produir una conversió d'estàndards. Bàsicament hi ha dues maneres d'aconseguir-ho.
- El framerate es pot reduir de 25 a 23.976 fotogrames per segon (una desacceleració d'aproximadament el 4%) per aplicar posteriorment 3:2.
- Interpolació del contingut dels fotogrames adjacents per tal de produir nous fotogrames intermedis; això introdueix artefactes i, fins i tot, els més modestament capacitats dels ulls poden detectar ràpidament el vídeo que s'ha convertit entre formats.

### Interpolació lineal
En convertir PAL (625 línies @ 25 fotogrames/es) en NTSC (525 línies @ 30 fotogrames/es), el convertidor ha d'eliminar 100 línies per trama. El convertidor també ha de crear cinc fotogrames per segon.
Per reduir el senyal de 625 línies a 525, els convertidors menys costosos baixen de 100 línies. Aquests convertidors mantenen la fidelitat de la imatge espaiant uniformement les línies eliminades. (Per exemple, el sistema podria descartar cada sisena línia de cada camp PAL. Després de la cinquantena descart, aquest procés s'aturarà. Aleshores, el sistema hauria passat la zona visible del camp. Al camp següent, el procés es repetiria, completant un fotograma.) Per crear els cinc fotogrames addicionals, el convertidor repeteix cada cinquè fotograma.
Si hi ha poc moviment de fotograma, aquest algorisme de conversió és ràpid, barat i eficaç. Molts convertidors de baix consum del sistema de televisió han utilitzat aquesta tècnica. Tot i així, a la pràctica, la majoria de vídeo presenten un important moviment inter-fotograma. Per reduir els artefactes de conversió, els equips més moderns o costosos poden utilitzar tècniques sofisticades.
La forma més bàsica i literal de doblar línies és repetir cada línia d'escaneig, tot i que els resultats d'aquesta són generalment molt bruts. La interpolació lineal utilitza la interpolació digital per recrear les línies que falten en un senyal entrellaçat, i la qualitat resultant depèn de la tècnica emprada. Generalment, la versió bob de deinterlacer lineal només interpolarà dins d'un únic camp, en lloc de fusionar informació dels camps adjacents, per preservar la suavitat del moviment, donant lloc a una velocitat de fotograma igual a la velocitat de camp (és a dir, un senyal de 60i es convertiria a 60p. .) La primera tècnica en zones mòbils i la segona en àrees estàtiques, que millora la nitidesa general.
Interpolation Interfield és una tècnica en la qual es creen nous fotogrames barrejant fotogrames adjacents, en lloc de repetir un sol marc. Aquesta és més complexa i costosa computacionalment que la interpolació lineal, perquè requereix que l'interpolador tingui coneixement dels fotogrames anteriors i dels següents per produir un marc barrejat intermedi. Desentrellaçat també pot ser necessària per tal de produir imatges que es poden interpolar suaument. La interpolació també es pot utilitzar per reduir el nombre de línies d'escaneig de la imatge mitjançant la mitjana del color i la intensitat dels píxels a les línies veïnes, una tècnica similar al filtratge bilineal, però aplicada a un únic eix.
Hi ha convertidors simples de 2 línies i de 4 línies. El convertidor de dues línies crea una nova línia comparant dues línies adjacents, mentre que un model de quatre línies compara 4 línies per obtenir la mitjana de la cinquena. La interpolació entre camps redueix el judder, però a costa de patir imatges. Com més gran és la barreja aplicada per allisar el judder, més gran és la frotació causada per la barreja.

### Interpolació de moviments adaptatius
Algunes tècniques més avançades mesuren la naturalesa i el grau de moviment inter-fotograma en la font i utilitzen algoritmes adaptatius per barrejar la imatge en funció dels resultats. Algunes d'aquestes tècniques es coneixen com a algorismes de compensació de moviment i són a nivell computacional molt més cares que les tècniques més senzilles, per la qual cosa cal que un maquinari més potent sigui eficaç en la conversió en temps real.
Els algorismes de moviment adaptatiu aprofiten la manera en què l'ull humà i el cervell processen les imatges en moviment:en particular, el detall es percep amb menys claredat en objectes en moviment.
La interpolació adaptativa requereix que el convertidor analitzi diversos camps successius i detecti la quantitat i el tipus de moviment de diferents àrees de la imatge.
- Quan es detecta poc moviment, el convertidor pot utilitzar la interpolació lineal.
- Quan es detecta un moviment més gran, el convertidor pot canviar a una tècnica entre camps que sacrifiqui els detalls per a un moviment més suau.

Adaptive Motion Interpolation presenta moltes variacions i es troba habitualment en convertidors de gamma mitjana. La qualitat i el cost depèn de la precisió en l'anàlisi del tipus i la quantitat de moviment i de la selecció de l'algorisme més adequat per processar el tipus de moviment.

### Interpolació de moviments adaptatius + concordança de blocs
La concordança de blocs consisteix en dividir la imatge en blocs de mosaic, per exemple, per motius d'explicació, 8x8 píxels. Els blocs es guarden després a la memòria. El següent camp llegit també es divideix en el mateix nombre i mida dels blocs de mosaic. L'ordinador del convertidor després funciona i comença a fer coincidir blocs. Els blocs que es mantenien en la mateixa posició relativa (llegiu:no hi havia cap moviment en aquesta part de la imatge) reben relativament poc processament.
- Per a cada bloc que ha canviat, el convertidor busca en totes les direccions a través de la seva memòria, buscant una concordança per esbrinar cap a on anava el "bloc" (si hi ha moviment, el bloc, òbviament, havia d'haver anat a algun lloc ...).
- La cerca s'inicia als blocs circumdants immediats (suposant poc moviment).
- Si no es troba una coincidència, aquesta cerca més i més lluny fins a trobar-la.
- Quan es troba el bloc que coincideix, el convertidor sabrà fins a quin punt es va moure el bloc i en quina direcció.
- Aquestes dades s'emmagatzemen com a vector de moviment per a aquest bloc.
- Com que el moviment d'interframes sovint és previsible a causa de les lleis de Newton del moviment al món real, el vector del moviment es pot utilitzar per calcular on es trobarà el bloc al camp següent.
- El mètode newtonià estalvia molt temps de cerca i processament.

Quan es fa una panoràmica d'esquerra a dreta (per sobre de deu camps), és segur suposar que l'onzè camp serà similar o molt proper.
- La concordança de blocs es pot veure com el "tall i enganxament" dels blocs d'imatge.

La tècnica és molt eficaç, però requereix una enorme quantitat de potència informàtica. Penseu en un bloc de només 8x8 píxels. Per a cada bloc, l'ordinador té 64 indicacions possibles i 64 píxels per combinar-lo amb el bloc del camp següent. També considereu que com més gran sigui el moviment, més endavant s'ha de fer la cerca. Només trobar un bloc adjacent al camp següent implicaria una cerca de 9 blocs. 2 blocs necessitarien una cerca i coincidència de 25 blocs:3 blocs més allunyats i creix fins a 49 etc.
El tipus de moviment pot compondre exponencialment la potència de càlcul necessària. Penseu en un objecte rotatiu, on un simple vector de moviment de línia recta serveix de gran ajuda per predir on hauria de coincidir el següent bloc. Ràpidament es pot veure que, com més moviment d'intermarc és introduït, més gran serà la potència de processament necessària. Aquest és el concepte general de concordança de blocs. Els convertidors de concordança de blocs poden variar àmpliament en el preu i el rendiment en funció de l'atenció al detall i la complexitat.
Un estrany artefacte de la coincidència de blocs es deu a la mida del bloc. Si un objecte en moviment és més petit que el bloc de mosaics, considereu que és el bloc sencer que es mou. En la majoria dels casos, no és cap problema, però considereu un bàsquet llançat. La bola en si té un vector d'alt moviment, però el seu fons que constitueix la resta del bloc pot no tenir cap moviment. El fons també es transporta al bloc mogut, en funció del vector de moviment del bàsquet, el que es pot veure és la pilota amb una petita quantitat de camp exterior o qualsevol altra cosa, marcant-la juntament. Com que està en moviment, el bloc pot ser "suau" depenent de quines tècniques addicionals s'utilitzin i gairebé no es notin a menys que ho busqueu.
La concordança de blocs requereix una quantitat impressionant de potència de processament, però els microprocessadors actuals la converteixen en una solució viable.

### Correlació de fase
La correlació de fase és potser la més complexa computacionalment dels algoritmes generals.
L'èxit de la correlació de fases rau en el fet que és eficaç per afrontar el moviment ràpid i el moviment aleatori. La correlació de fase no es confon fàcilment girant o girant objectes que confonen la majoria d'altres tipus de convertidors de sistemes. La correlació de fases és elegant a la vegada que complexa tant a nivell tècnic com conceptual. El seu correcte funcionament es deriva realitzant una transformació de Fourier a cada camp del vídeo.
Una transformació de Fourier ràpid (FFT) és un algorisme que tracta de la transformació de valors discrets (en aquest cas píxels d'imatge). Quan s'aplica a una mostra de valors finits, una transformació ràpida de Fourier expressa qualsevol canvi (moviment) en termes de components de freqüència.
Atès que el resultat del FFT representa només els canvis entre fotogrames en termes de distribució de freqüència, hi ha moltes menys dades que s'han de processar per calcular els vectors de moviment.

## Convertidors DTV a analògics per a consumidors
Un adaptador de televisió digital, (CECB), o convertidor digital-analògic (caixa), és un dispositiu que rep, mitjançant una antena, una transmissió de televisió digital (DTV) i converteix aquest senyal en un senyal de televisió analògic que es pot rebre i mostrar en un televisor analògic.
Aquestes caixes converteixen la televisió HDTV (16:9 a 720 o 1080) a (NTSC o PAL a 4:3). Es coneix molt poc sobre les tecnologies de conversió específiques que utilitzen aquestes caixes convertidores a les zones PAL i NTSC.
Normalment cal un descens inversiu, de manera que els espectadors perceben poca pèrdua de qualitat de les imatges a la distància de visualització recomanada amb la majoria de televisors.

## Conversió fora de línia
Moltes conversions de televisió en format creuat es fan fora de línia. Hi ha diversos paquets de DVD que ofereixen conversió sense connexió PAL ↔ NTSC, incloent conversió creuada (tècnicament MPEG ↔ DTV) de la infinitat de formats de vídeo web basats en MPEG.
La conversió creuada pot utilitzar qualsevol mètode que s'utilitza habitualment per a la conversió en format de sistema de TV, però normalment (per tal de reduir la complexitat i l'ús de la memòria), queda pendent el còdec per fer la conversió. La majoria dels DVDs moderns es converteixen a partir de 525 <--> 625 línies d'aquesta manera, ja que és molt econòmic per a la majoria de programacions originades amb resolució EDTV.